# Hippotion batschii
Hippotion batschii is een vlinder uit de familie van de pijlstaarten (Sphingidae). De wetenschappelijke naam van de soort werd in 1870 gepubliceerd door Georg Adolf Keferstein. De soort komt voor op Madagaskar.